# Sentimento (álbum)
Sentimento es el primer EP de Valerio Scanu. Fue publicado el 10 de abril de 2009 por la EMI Music Italia. Contiene seis canciones, unas de las cuales fueron presentadas durante el programa TV "Amici". 
Fue certificado disco de oro porqué fueron vendidos 30000 copias. Fueron realizados dos sencillos : "Sentimento" que da el título al EP y "Dopo di me", escrito por Malika Ayane. Del segundo sencillo se realizó también el primer vídeo musical de Valerio Scanu.
El EP fue tercero en la clasificación FIMI y fue su mejor posición.

## Lista de canciones
| N.º | Título             | Escritor(es)                          | Duración |  |
| 1.  | «Sentimento»       | Andrea del Principe - Alessandra Dini | 4:17     |  |
| 2.  | «All That You Now» | Mac - Hector                          | 4:16     |  |
| 3.  | «Lontano»          | M. Rinalduzzi - M. D'Angelo - T. Blu  | 2:59     |  |
| 4.  | «Dopo di Me»       | Ferdinando Arnò - Malika Ayane        | 3:54     |  |
| 5.  | «Can’t Stop»       | Stuart Argyle - Gautreau              | 3:30     |  |
| 6.  | «Domani»           | Camba - Coro                          | 3:44     |  |

## Posicionamiento
| Lista (2009) | Mejor posición |
| ------------ | -------------- |
| Italia       | 3              |

## Vídeo oficial
El 26 de mayo de 2009 fue publicado el video oficial de la canción Dopo di me, contenida en el álbum.